# Uroplata donceeli
Uroplata donceeli es una especie de insecto coleóptero de la familia Chrysomelidae.
Fue descrita científicamente en 1937 por Pic.